# Căpâlna
Căpâlna je rumunská obec v župě Bihor. V roce 2011 zde žilo 1 663 obyvatel.
Obec se skládá z pěti vesnic.

## Části obce
- Căpâlna
- Ginta
- Rohani
- Săldăbagiu Mic
- Suplacu de Tinca